# Młodzawy Małe
Młodzawy Małe – wieś w Polsce, położona w województwie świętokrzyskim, w powiecie pińczowskim, w gminie Pińczów. Leży około 9 km na południe od Pińczowa i 49 km na południe od Kielc.

## Historia

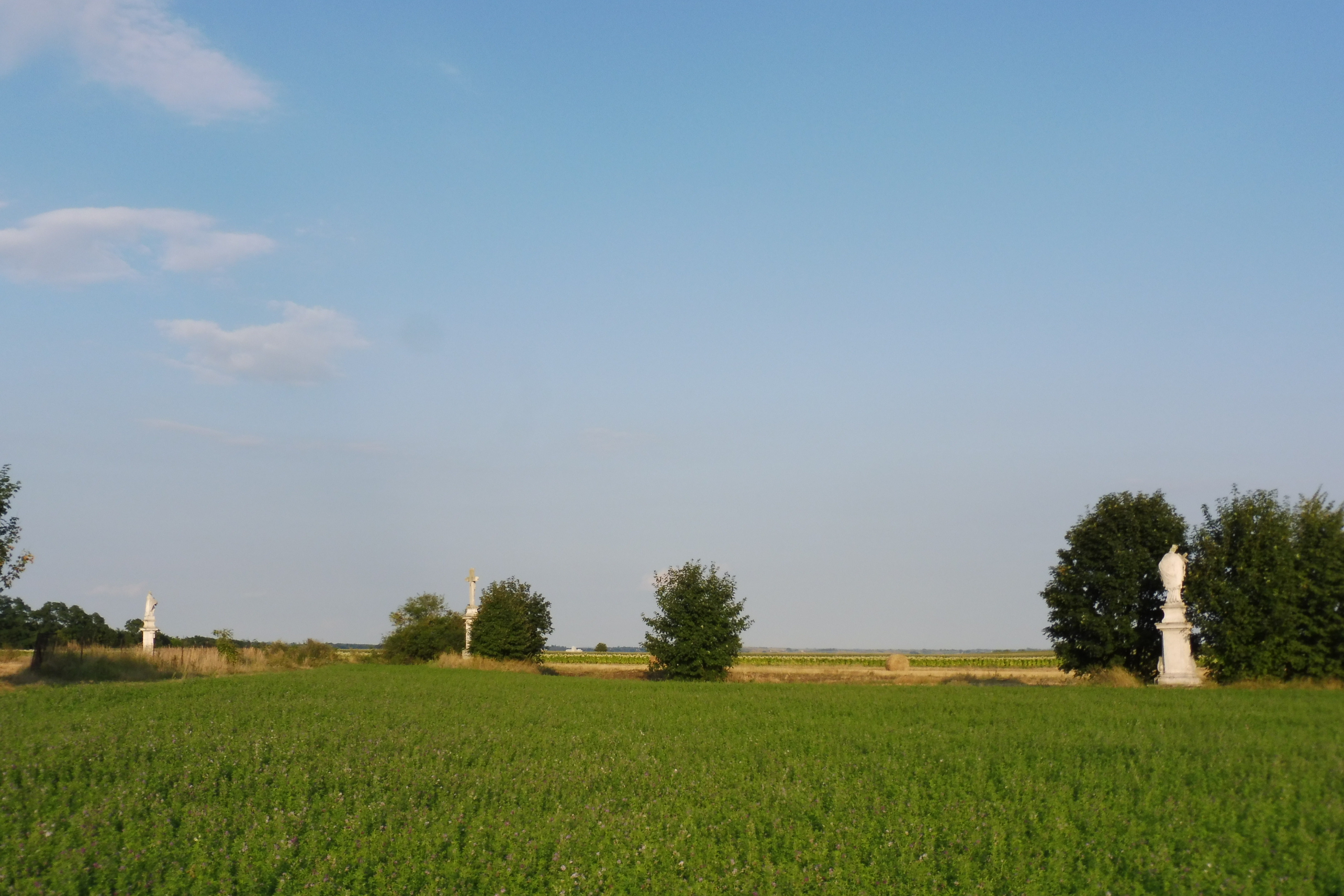
Grupa późnobarokowych figur przydrożnych z 1735

Wieś powstała w średniowieczu, w 1326 była ona siedzibą parafii rzymskokatolickiej.
31 lipca 1944 roku nieopodal wsi doszło do bitwy między oddziałem hitlerowskim a oddziałami 1 Brygady Armii Ludowej Ziemi Krakowskiej. W rezultacie starcia sześciu hitlerowców zginęło, a 16 zostało rannych. Partyzanci zdobyli m.in. działka przeciwpancerne, które na miejscu zniszczono. 
W latach 1975–1998 miejscowość administracyjnie należała do województwa kieleckiego.

## Zabytki
- Kościół pw. św. Ducha i Matki Boskiej Bolesnej w Młodzawach Małych
- Grupa późnobarokowych figur przydrożnych z 1735 r. – stojąca w pobliżu lessowego wąwozu, na południe od wioski. Pośrodku krucyfiks, a po bokach figury św. Jana Kantego i św. Jana Nepomucena.
- Cmentarz parafialny z 1 poł. XIX w.(A.650/1-2 z 2.10.1956 i z 21.06.1967)[7]

## Turystyka

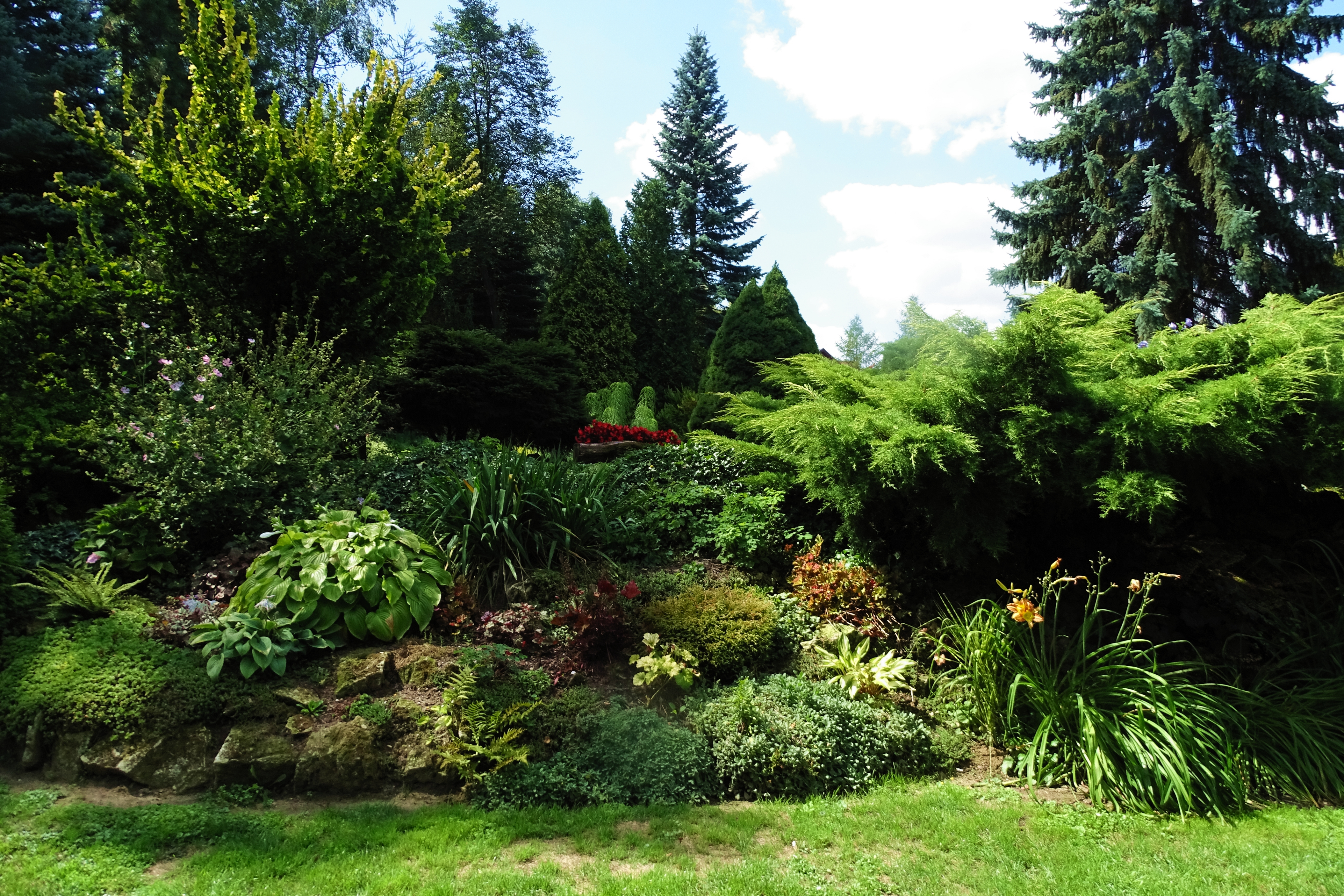
Ogród botaniczny w Młodzawach Małych

W Młodzawach Małych znajduje się „Ogród na Rozstajach”, prywatny ogród z możliwością zwiedzania w soboty i niedziele, gdzie na powierzchni 1 ha zgromadzono ponad 2 tysiące gatunków roślin oraz kilka gatunków ptaków, m.in. bocian czarny, białe pawie, czarne i białe łabędzie oraz wiele odmian kaczek, gęsi czy papug.

## Części wsi
| SIMC    | Nazwa       | Rodzaj    |
| ------- | ----------- | --------- |
| 0263188 | Gęsia Ulica | część wsi |
| 0263194 | Gródko      | część wsi |
| 0263202 | Kąty        | część wsi |
| 0263219 | Szkółki     | część wsi |